# Berg bei Rohrbach
Berg bei Rohrbach – dawna gmina w Austrii, w kraju związkowym Górna Austria, w powiecie Rohrbach. W 2015 liczyła 2523 mieszkańców. 1 maja 2015 połączona z miastem Rohrbach in Oberösterreich, tworząc nowe miasto Rohrbach-Berg.